# Genista carpetana
Genista carpetana är en ärtväxtart som beskrevs av Johan Martin Christian Lange. Genista carpetana ingår i släktet ginster, och familjen ärtväxter.

## Underarter
Arten delas in i följande underarter:
- G. c. carpetana
- G. c. nociva